# Adesivo contraceptivo
Um adesivo contraceptivo (adesivo anticoncepcional) é um adesivo transdérmico aplicado à pele que libera os hormônios estrógeno e progestina sintéticos para prevenir a gravidez, e é também usado como método de supressão menstrual. Eles têm a mesma eficácia da pílula anticoncepcional. 
Adesivo contraceptivo impede a ovulação e quando ele não consegue impedir-la e ocorre a fecundação, forma-se o zigoto, Adesivo  impede a sua nidação através de alterações causadas à espessura do endométrio.